# Citonice

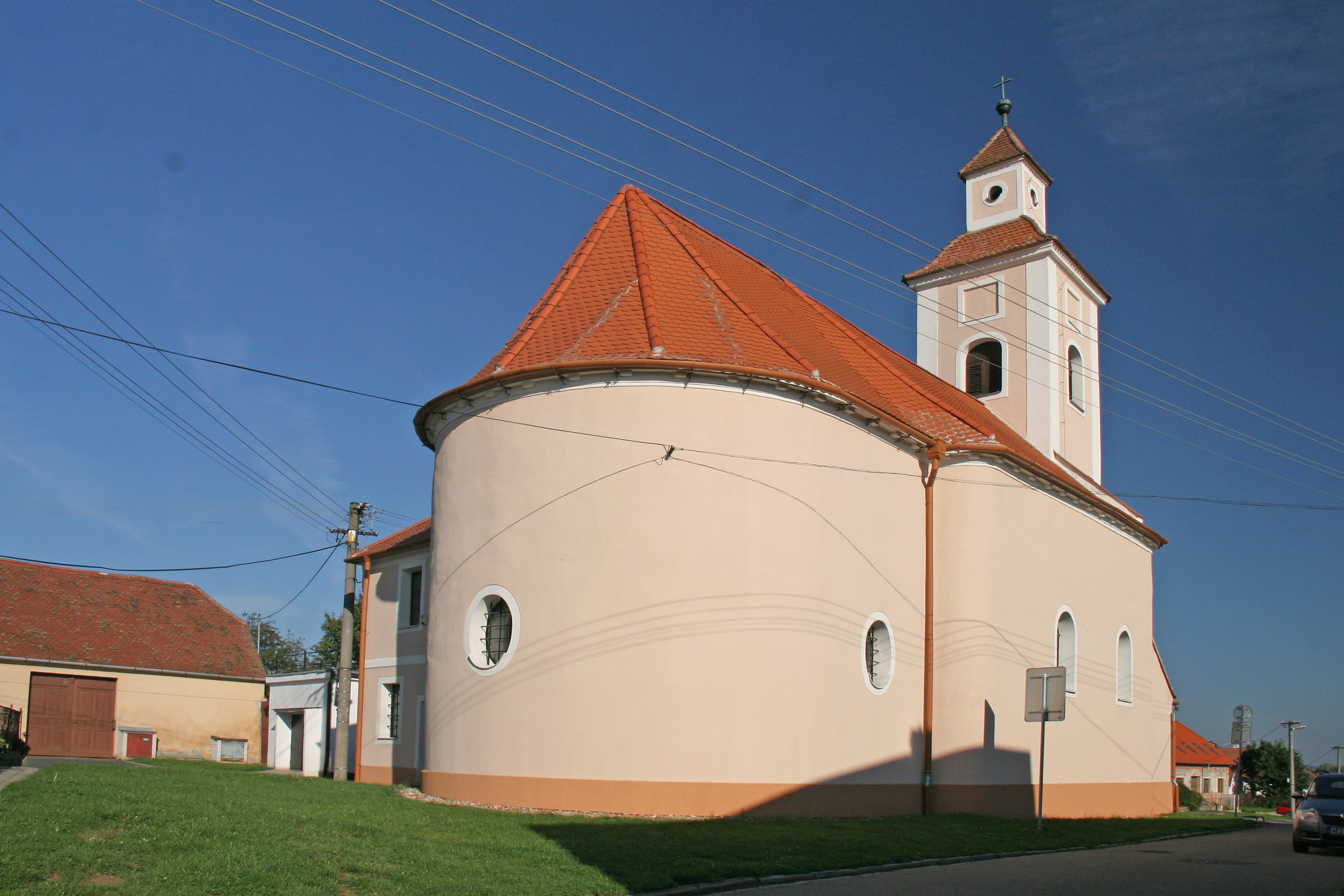
Kirche der hll. Johannes und Paulus

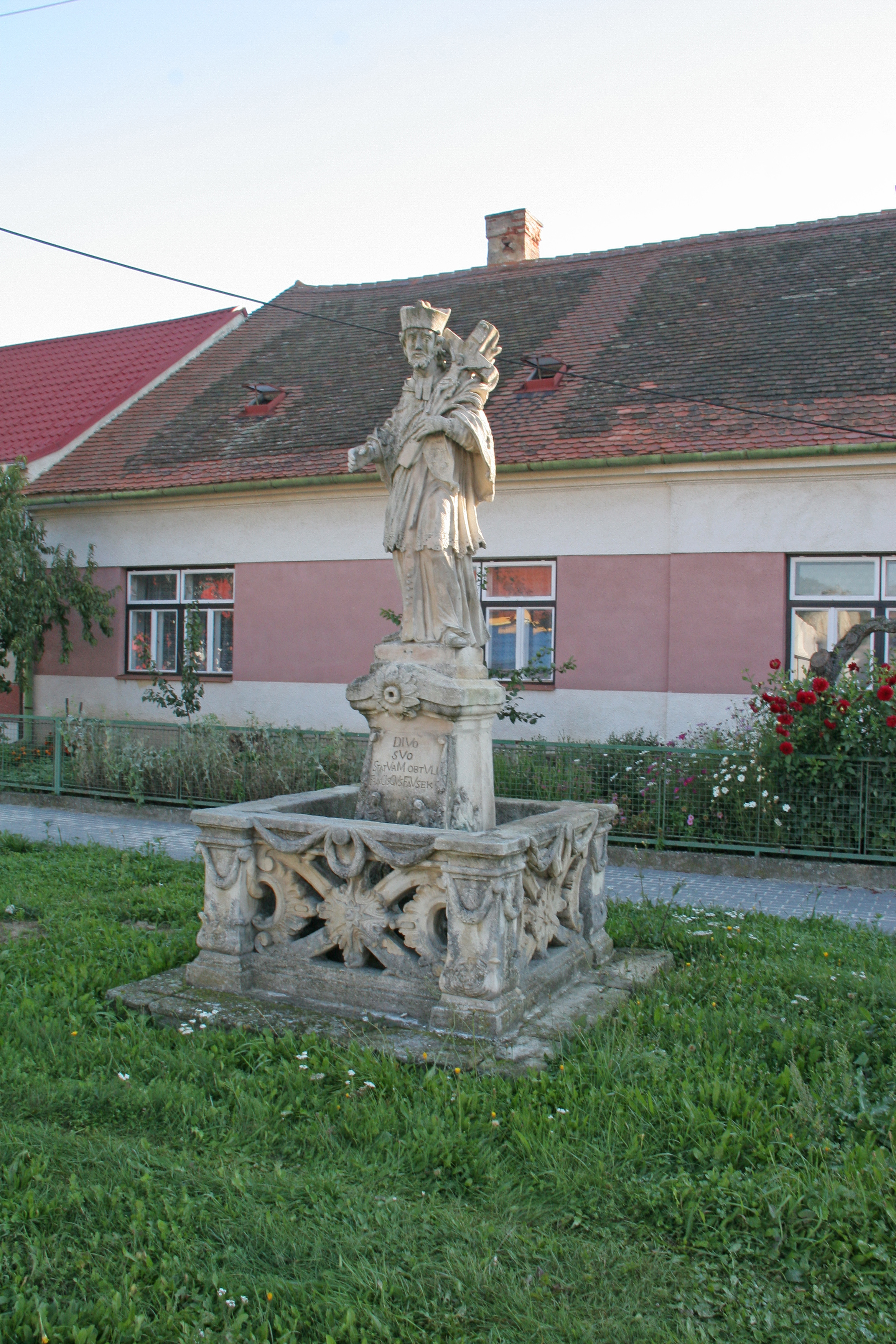
Statue des hl. Johannes von Nepomuk

Citonice (deutsch Edmitz) ist eine Gemeinde in Tschechien. Sie liegt sieben Kilometer nordwestlich des Stadtzentrums von Znojmo an dessen Stadtgrenze und gehört zum Okres Znojmo.

## Geographie
Citonice befindet sich linksseitig über dem Tal des Gránický potok (Granitzbach) in der Jevišovická pahorkatina (Jaispitzer Hügelland). Östlich erhebt sich der Znojemské návrší (Znaimer Anhöhe, 379 m n.m.) und im Nordwesten der Vinohrad (395 m n.m.). Durch das Dorf führt die Staatsstraße II/408 zwischen Přímětice und Lesná. Östlich des Dorfes verläuft die Bahnstrecke Znojmo–Kolín, der Haltepunkt Citonice befindet sich am südöstlichen Ortsausgang im Tal. Südlich des Dorfes liegen die Stauweiher Rušlem und Skalka, nördlich der Teich Mlýnek.
Nachbarorte sind Olbramkostel nádraží, Žerůtky und Kravsko im Norden, Plenkovice, Mramotice und Kasárna im Nordosten, Přímětice im Osten, Cinová Hora und Hradiště im Südosten, Mašovice und Podmolí im Süden, Bezkov und Lukov im Südwesten, Čížov und Horní Břečkov im Westen sowie Milíčovice im Nordwesten.

## Geschichte
Archäologische Funde belegen eine frühzeitliche Besiedlung der Gegend, beim Bau der Straße nach Kravsko wurden 1911 altsteinzeitliche Feuersteinwerkzeuge aufgefunden.
Die erste urkundliche Erwähnung des Dorfes erfolgte 1252, als Markgraf Přemysl der Kreuzherrenkommende Pöltenberg den Besitz von Gütern, Wald, Wiesen, einem Weinberg und einer Mühle in Cechmicz, die diese im selben Jahre von einem gewissen Zungelman erworben hatte, bestätigte.
König Wenzel II. bestätigte im Jahre 1287 der Kirche St. Michael in Znaim den Besitz von zwei Huben und einem Hof in Edmic, gleiches erfolgte 1336 durch König Johann von Luxemburg. In den der Stadt Znaim 1348 durch Markgraf Karl erteilten Privilegien ist Etmicz bereits als Besitz der Stadt aufgeführt, dabei wurde das Dorf von sämtlichen Abgaben befreit. Im Jahre 1411 beanspruchte der Pfarrer Gallus zu St. Michael vom Pöltenberger Propst Hašek den Zehnt vom Dorf und Kreuzherrenhof Citonice. Obwohl der Pfarrer seine Ansprüche nicht glaubhaft machen konnte, erklärte sich der Propst im Sinne einer gütlichen Einigung zu einer jährlichen Getreidelieferung von seinem Hof an den Pfarrer bereit. 1487 gab die Stadt dem Propst Johann von Pacov ihre Zustimmung von zwei Fischteichen auf dem Kreuzherrengut. Zu Beginn des 16. Jahrhunderts verfiel der Kreuzherrenhof. 1538 verkaufte die Propstei Pöltenberg den wüsten Hof für 80 Schock Kreuzer an die Stadt Znaim und besaß in Citonice damit nur noch eine Mühle, die sie 1551 beim Znaimer Clarissinnenkloster gegen die Neunmühle bei Kaidling eintauschte.
Während des Dreißigjährigen Krieges verödete das zum Znaimer Untergut gehörige Dorf, die wüsten Bauernstellen wurden mit deutschen Siedlern wieder besiedelt. Das tschechische Siedlungsgebiet um Znaim wurde zu dieser Zeit deutschsprachig, mit Ausnahme von Zuckerhandl erfolgte bis zum 19. Jahrhundert wieder eine Besiedlung der Dörfer durch Tschechen.
1769 wurde in Citonice auf Kosten der Gemeinde eine Kirche erbaut. Den Gottesdienst hielten zu allen Sonn- und Feiertagen die Znaimer Jesuiten gegen einen Naturalzins ab, gepfarrt war das Dorf jedoch nach Wolframkirchen. 1773 gab es erste Vorstellungen zur Errichtung einer eigenen Pfarrei. Im Jahre 1779 begann in einem Privathaus der Schulunterricht, zehn Jahre später entstand das erste Schulhaus. Am 10. April 1780 wurde die Kirche zu einer Lokalkirche unter dem Dekanat Znaim erhoben. 1828 wurde das inzwischen unzureichende Schulhaus durch einen Neubau ersetzt.
Im Jahre 1834 bestand das an der Straße von Znaim nach Datschitz gelegene Dorf Edmitz bzw. Čitonice aus 81 Häusern mit 503 überwiegend tschechischsprachigen Einwohnern. Unter dem Patronat der Obrigkeit standen die Lokalkirche St. Johannes und Paulus sowie die Schule. Im Ort gab es außerdem ein Wirtshaus. Bis zur Mitte des 19. Jahrhunderts blieb Edmitz dem Untergut der Znaimer städtischen Landgüter untertänig. Amtsort war die Stadt Znaim.
Nach der Aufhebung der Patrimonialherrschaften bildete Citonice / Edmitz ab 1849 eine Gemeinde im Gerichtsbezirk Znaim. An die Stadt Znaim zahlte die Gemeinde eine jährliche Rente von 965 Gulden. 1850 errichtete die Gemeinde ein Wasserwerk. 1868 wurde das Dorf Teil des Bezirkes Znaim. Zu dieser Zeit begann östlich des Dorfes der Bau der Bahnstrecke Znaim-Iglau, die 1871 fertiggestellt wurde. 1870 wurde in Citonice eine eigene Pfarrei eingerichtet. 1890 begann die Anpflanzung des Gemeindewaldes. In diesem Jahre lebten in den 99 Häusern des Dorfes 483 Personen. Im Jahre 1896 bestand das Dorf aus 104 Häusern, der gemeindliche Grundbesitz umfasste 108 ha 75 a; in Citonice lebten 466 tschechischsprachige Katholiken. Im Jahre 1901 errichtete die Gemeinde eine neue Schule mit Lehrerwohnung und verkaufte das alte Schulhaus. Zu dieser Zeit wurden in Citonice 76 Kinder unterrichtet. 1902 erhielt Citonice einen Haltepunkt an der Eisenbahn. Die Freiwillige Feuerwehr wurde 1906 gegründet. Die Straße nach Kravsko wurde 1911 gebaut. 1920 entstand in Citonice eine Ortsgruppe des Sokol, 1922 eine des Orel. Das Kataster umfasste im Jahre 1921 eine Fläche von 878 ha 60 a, die auf 2294 Grundstücke aufgeteilt war. Vor der Schule wurde am 28. Oktober 1928 anlässlich des 10-jährigen Bestehens der Tschechoslowakei eine Freiheitslinde gepflanzt. 1929 wurde Citonice elektrifiziert. 1934 entstand eine Turnhalle des Sokol (Sokolovna). Nach dem Münchner Abkommen wurde Edmitz, das zu dieser Zeit lediglich zwei deutsche Einwohner hatte, am 13. Oktober 1938 von deutschen Truppen besetzt und dem deutschen Landkreis Znaim zugeordnet. Nach der Grenzfestlegung vom 20. November 1938 wurde das Dorf vier Tage später im Austausch gegen Groß Maispitz wieder an die Tschechoslowakei zurückgegeben und in den Okres Moravské Budějovice eingegliedert. Citonice / Edmitz war danach Grenzort des Protektorates zum Deutschen Reich, sowohl der Haltepunkt Edmitz als auch Bahnhof Wolframitzkirchen gehörten bereits zum deutschen Gebiet. In der Schule wurde zum Ende des Zweiten Weltkrieges ein Lazarett der Wehrmacht eingerichtet. Beim sowjetischen Bombenangriff auf Znaim und Umgebung wurde am 19. April 1945 in Edmitz ein Kind getötet. Nach Kriegsende wurde die Gemeinde wieder Teil des Okres Znojmo.
Im Jahre 1998 begann der Bau eines neuen Wohngebietes mit 70 Einfamilienhäusern nördlich des Haltepunktes. Bis zum Jahre 2000 entstanden ein neues Wasserwerk, eine Kläranlage sowie der Anschluss des Ortes an die Gasversorgung; zu dieser Zeit waren die Arbeiten zum Anschluss der Grundstücke an die Kanalisation angelaufen. In Citonice gibt es eine Grundschule und einen Kindergarten.

## Sehenswürdigkeiten
- Kirche der hll. Johannes und Paulus, spätbarocker einschiffiger ungeosteter Bau aus den Jahren 1768–1769. Das aus dem Jahre 1636 stammende Altarbild der Kirchpatrone befand sich ursprünglich in der St. Johann-Kapelle am Znaimer Unterring und wurde der Kirche 1789 vom Religionsfonds geschenkt. In den Jahren 1814 und 1841 wurde die Kirche renoviert. Die Glocken Maria und Emanuel wurden 1847 von Stephan Gugg in Znaim gegossen. Im Jahre 1860 kaufte die Gemeinde für 560 Gulden eine Orgel. 1870 erfolgte der Anbau der Sakristei. Der Friedhof wurde im Jahre 1901 zu seiner heutigen Größe erweitert. Die Kirche steht unter Denkmalschutz.[4]
- Barocke Statue des Landesheiligen Johannes von Nepomuk, auf dem Dorfanger, geschaffen 1783, Denkmal[5]
- Gemauerter Bildstock an der Straße nach Žerůtky, Denkmal[6]
- mehrere historische Speicher